# Cinchona calisaya
La calissaia (Cinchona calisaya) és una espècie de planta amb flors del gènere Cinchona dins la família de les rubiàcies (Rubiaceae). És nativa de la zona que va del centre del Perú fins al centre de Bolívia.
Addicionalment pot rebre el nom de cincona.

## Descripció
El tronc arriba de mitjana a 10 m d'alçada i 30 cm de diàmetre. Les fulles són ovalades de 21 a 29 cm de llarg i 12 a 13 cm d'amplada, de color verd fosc, amb pecíol de 3 a 7 cm de longitud; inflorescència terminal, flors vermelles amb corol·la blanca o rosada i els lòbuls internament groguencs, agrupades en panícules. Els fruits en càpsula, estrets cilíndrics, de 3,5 a 4 cm de llargada per 0,7 cm d'amplada, amb 3 a 4 llavors.

## Ús
L'escorça del quino conté diversos alcaloides, el principal dels quals és la quinina, de propietats medicinals àmpliament reconegudes; a més quinidina, cincnina i cincnidina. L'escorça recopilada i mòlta s'usa per tractar el paludisme i és denominada a la farmàcia com Cinchonae cortex. La medicina tradicional li atribueix també propietats com a antisèptic, preparada en infusió. Les escorces d'altres espècies del gènere Cinchona, com C. calisaya i C. officinalis, també contenen quinina i tenen similars aplicacions. És el component bàsic del licor Calisay

Quinina

## Història
Les propietats medicinals de l'escorça dels quins eren conegudes pels indígenes. En 1638 Francisca Enríquez, Comtessa de Chinchón i esposa del Virrey del Perú, va ser curada del paludisme amb una preparació d'aquesta escorça el que va començar a estendre el seu ús. Va ser coneguda pels europeus com a "cascareta de la comtessa" o com "casacarilla dels jesuïtes" per haver estat difosa per aquesta comunitat religiosa i més tard a la resta del món com a "cascarilla del Perú".
El 1753 Linné va descriure per primera vegada una espècie d'aquest gènere (C. officinalis). El nom científic cinchona es refereix directament a la Comtessa, ja que Linné va transscriure el so espanyol 'txi' a la manera italiana: 'ci', la qual cosa era freqüent a l'època. L'expedició dels botànics Ruiz i Pavón que va arribar al Perú el 1778 per ordre de Carles III d'Espanya va emfatitzar la recol·lecció de plantes medicinals i entre elles els quinos.
Durant el s. XIX la destrucció d'arbres per a la recol·lecció d'escorça de quin va adquirir caràcters desenfrenats causant danys ecològics i escassetat del preat medicament. El 1852 els holandesos van portar llavors de quino a Java i van establir plantacions d'alta productivitat i van aconseguir obtenir escorces amb més concentració de quinina. L'actual Indonèsia es va convertir en el productor més gran de quina del món. Els britànics van establir també plantacions, a l'Índia i Ceilan.
Durant la fase final de la construcció del Canal de Panamà un petit grup de metges tradicionals indígenes Kallawaya va viatjar des de Bolívia a atendre els treballadors, molts dels quals estaven afectats pel paludisme i entre els medicaments naturals que posaven a disposició dels seus pacients trobava l'escorça del quino. Mentrestant, l'agroindústria i la indústria farmacèutica al voltant de la quina van assolir dimensions considerables al món.
En començar la II Guerra Mundial la producció de quina es va convertir en objectiu militar. Els japonesos es van apoderar d'Indonèsia, per la qual cosa els aliats van decidir fomentar les plantacions a Sud- amèrica, a Puerto Rico i en llocs on es van convertir en problemes ecològics, com les illes Galápagos. Les bonances de la quina van acabar quan el desenvolupament de medicaments sintètics va substituir l'ús massiu de la quina en el tractament del paludisme, tot i això a diversos llocs continua sent tractament d'elecció o en alguns casos, l'únic disponible.

## Taxonomia
Aquesta espècie va ser publicada per primer cop l'any 1848 al volum 10 Annales des Sciences Naturelles pel botànic anglès Hugh Algernon Weddell (1819-1877).

### Etimologia
Hi ha la idea de que Cinchona provindria del Comtat de Chinchón, el primer en utilitzar documentalment aquest terme va ser Carl von Linné l'any 1742. L'epítet específic calisaya podria haver-se iriginat a partir d'alguna llengua indígena d'Amèrica del Sud.

### Sinònims
Els següents noms científics són sinònims de Cinchona calisaya:
- Sinònims homotípics

- Cinchona calisaya var. vera Wedd.
- Quinquina calisaya (Wedd.) Kuntze

- Sinònims heterotípics

- Cinchona amygdalifolia Wedd.
- Cinchona australis Wedd.
- Cinchona calisaya var. boliviana Wedd.
- Cinchona calisaya var. josephiana Wedd.
- Cinchona calisaya var. ledgeriana Howard
- Cinchona calisaya var. microcarpa Wedd.
- Cinchona calisaya var. oblongifolia Wedd.
- Cinchona carabayensis Wedd.
- Cinchona carabayensis var. lanceolata Miq.
- Cinchona delondriana Wedd.
- Cinchona euneura Miq.
- Cinchona forbesiana Howard ex Wedd.
- Cinchona gammiana King
- Cinchona gironensis Mutis
- Cinchona hasskarliana Miq.
- Cinchona josephiana (Wedd.) Wedd.
- Cinchona ledgeriana (Howard) Bern.Moens ex Trimen
- Cinchona officinalis var. josephiana (Wedd.) Cárdenas
- Cinchona pahudiana Howard
- Cinchona peruviana Howard
- Cinchona peruviana var. vera Howard
- Cinchona scrobiculata var. delondriana (Wedd.) Wedd.
- Cinchona thwaitesii King
- Cinchona weddelliana Kuntze
- Cinchona weddelliana var. angustifolia Kuntze
- Cinchona weddelliana var. multiscrobiculata Kuntze
- Cinchona weddelliana var. rubrifolia Kuntze
- Cinchona weddelliana var. rubrivenata Kuntze
- Quinquina carabayensis (Wedd.) Kuntze
- Quinquina carabayensis var. villosa Kuntze
- Quinquina ledgeriana (Howard) Kuntze